# 우주소녀 쪼꼬미
우주소녀 쪼꼬미는 2020년 10월 7일에 데뷔한 대한민국의 걸 그룹 우주소녀의 4인조 유닛 그룹이다.

## 구성원
| 이름 | 소개 |
| ---- | --- |
| 여름 | - 본명 : 이여름 - 생년월일 : 1999년 1월 10일(26세) - 출생지 : 대한민국 서울특별시 강동구 - 포지션 : 리더 - 활동기간 : 2020년 10월 7일 ~ 현재 |
| 수빈 | - 본명 : 박수빈 - 생년월일 : 1996년 9월 14일(28세) - 출생지 : 대한민국 서울특별시 서초구 - 활동기간 : 2020년 10월 7일 ~ 현재                 |
| 루다 | - 본명 : 이루다 - 생년월일 : 1997년 3월 6일(28세) - 출생지 : 대한민국 서울특별시 동작구 - 활동기간 : 2020년 10월 7일 ~ 현재                  |
| 다영 | - 본명 : 임다영 - 생년월일 : 1999년 5월 14일(25세) - 출생지 : 대한민국 제주특별자치도 제주시 - 활동기간 : 2020년 10월 7일 ~ 현재             |

역대 리더
- 1대 : 루다 (2020.10  ~ 2021.12)
- 2대 : 여름 (2022.01 ~ 현재)

## 음반 목록

### 싱글 앨범
- 2020년 10월 7일 《흥칫뿡》
- 2022년 1월 5일 《슈퍼그럼요》

## 음반 외 활동 목록
- 2020년 10월 21일 《주간 아이돌》
- 2021년 8월 4일  《백종원의 골목식당》
- 2022년 1월 12일 《주간 아이돌》
- 2022년 9월 30일 《가우스전자》

## 수상 목록
- 2021년 제6회 아시아 아티스트 어워즈 이모티브상
- 2022년 아시아 아티스트 어워즈 베스트 초이스상